# Castell de Colpach
El Castell de Colpach (en luxemburguès: Schlass Kolpech; en francès: Château de Colpach) situat a la vila de Colpach-Bas prop d'Ell a l'oest de Luxemburg, data de principis del segle xiv, quan era una plaça forta. Va ser adaptada com a casa senyorial al segle xviii. Avui dia és un centre de convalescència a càrrec de la Creu Roja.

## Història
El castell va ser originàriament una petita fortalesa medieval envoltada per un fossat, similar a altres castells d'Ell i Everlange. Les dates de referència més prematures són de 1303. A partir de 1628, va pertànyer a la família Pforzheims que van omplir el fossat i van convertir l'edifici en una casa de pagès modesta cap a 1747 -data que es troba a la porta d'entrada-. Al segle xix, va ser administrada com un centre de conreu pel baró Edouard de Marxes que vivia en el castell de Guirsch a la vora d'Arlon. El 1870, es van realitzar els jardins que envolten el castell, el llac amb una illa, els camins, els arbusts i arbres ornamentals encara es poden veure avui dia. L'any 1874, la seva vídua Cécile Papier es va casar amb el famós pintor hongarès Michael Munkácsy. Ells van passar els seus estius al castell i els hiverns a París. El 1886, Franz Liszt va visitar la parella a Colpach una mica abans de la seva mort. Després de 1900, el castell va ser abandonat cada vegada més per la vídua de Munkácsy que va morir el 1915.
Émile Mayrisch, propietari del grup Arbed, va comprar el castell i els seus voltants el 27 de gener de 1917. De 1917 a 1920, el castell va ser ampliat i modificat per l'arquitecte Sosthène Weis, donant-li un estil senzill però elegant. Juntament amb la seva dona Aline, Mayrisch va fer del castell un centre d'atracció per a polítics, economistes, escriptors i artistes entre les dues guerres mundials. Entre els invitats destaquen Walter Rathenau, André Gide, Jacques Rivière, Otto Bartning i Théo van Rysselberghe.
El 1947, Aline Mayrisch va llegar el castell a la Creu Roja per al seu ús com a clínica de repòs. Les instal·lacions han millorat constantment en els últims anys. La propietat ha estat catalogada com a monument nacional des de 2002. El parc està obert al públic durant tot l'any.